# 沃纽洛
沃纽洛，是匈牙利维斯普雷姆州所辖的一个村，总面积19.51平方公里，总人口563，人口密度28.9人/平方公里（2010年1月1日）。